# Tubulipora lobulata
Tubulipora lobulata is een mosdiertjessoort uit de familie van de Tubuliporidae. De wetenschappelijke naam van de soort is voor het eerst geldig gepubliceerd in 1841 door Hassall.